# Emma Ruth Rundle

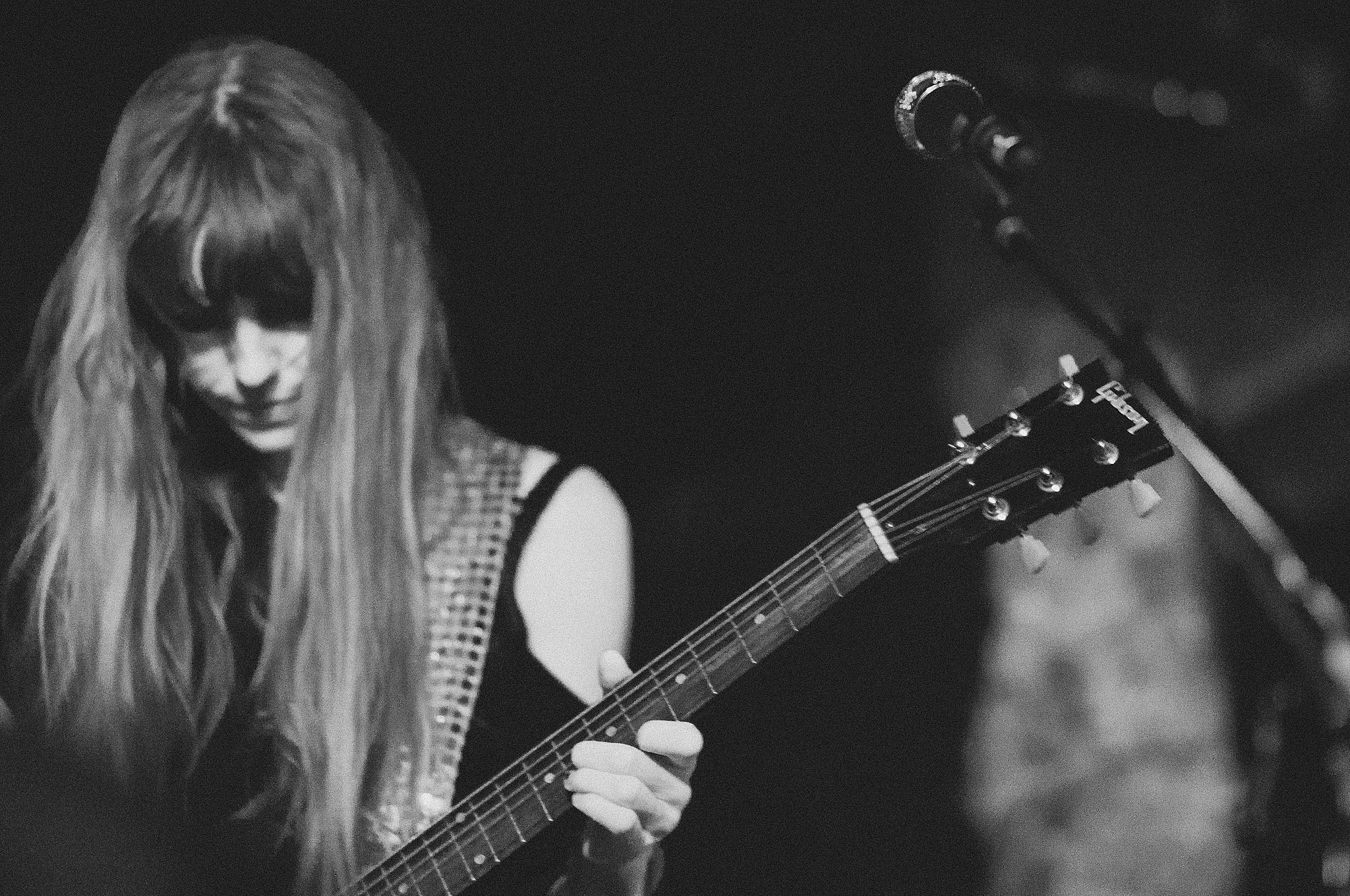
Emma Ruth Rundle (2013)

Emma Ruth Rundle (* 10. Oktober 1983 in Los Angeles) ist eine  US-amerikanische Sängerin, Songschreiberin und Gitarristin. In verschiedenen Band- und Soloprojekten verarbeitet sie Einflüsse vornehmlich aus den Bereichen Folk, Ambient und Post-Rock.

## Biografie

### Erste Jahre
Emma Ruth Rundle wuchs in Kalifornien auf. Als Tochter zweier Musiker verbrachte sie schon im Alter von acht, neun Jahren viel Zeit im legendären McCabe’s Guitar Shop in Santa Monica, auf dessen Bühne in einem Nebenraum viele Musiker, von Joni Mitchell bis Tom Waits und Henry Rollins, bedeutende Konzerte gaben. Ihr erstes Instrument war eine Keltische Harfe, die ihr Vater, ein Pianist, bei McCabe’s erstanden hatte. Eine erste Gitarre, eine Fender Mustang, erhielt sie, als sie 13 Jahre alt war. Später war Emma Ruth Rundle Angestellte des Gitarrenladens und lernte dort etliche der Musiker kennen, mit denen sie allmählich musikalisch zusammenarbeitete. Obwohl dem Geschäft auch eine Musikschule angeschlossen ist, nahm sie dort nie formellen Gitarrenunterricht, sondern bildete sich autodidaktisch aus. Dabei ließ sie sich von etlichen Musikern, die sie bei McCabe’s traf, inspirieren.

### Bandprojekte

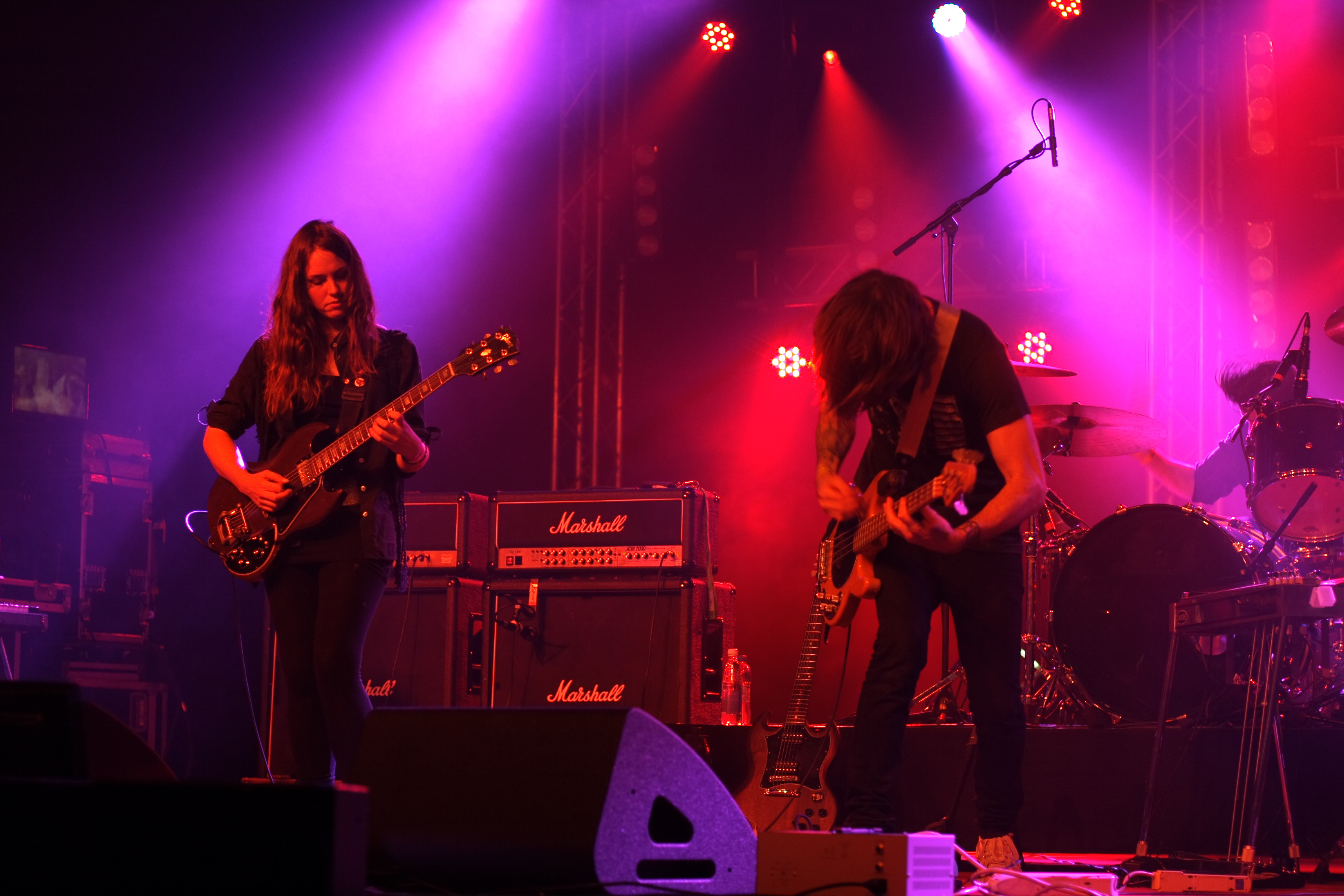
Gitarristin bei den Red Sparowes

Nach einigen Reisen und Auslandsaufenthalten gründete sie 2007 in Neuseeland ihre erste Band, The Nocturnes. Das Projekt startete als Duo und veröffentlichte im Januar 2008 eine erste EP unter dem Titel Wellington. Kurz darauf übersiedelte Emma Ruth Rundle wieder nach Los Angeles, wo sich der Multiinstrumentalist und Sänger Paris Patt der Band anschloss. Nach der LP-Veröffentlichung A Year of Spring und weiteren Line-up-Veränderungen formierten sich die Nocturnes als Quartett, das 2011 die von der Kritik positiv besprochene LP Aokigahara aufnahm. Die Band hatte nun zu einem gut identifizierbaren Sound gefunden, der Folk- und Shoegaze-Elemente mit einem leicht entrückten Duettgesang (Rundle, Patt) verband.
Ab etwa 2009 war Emma Ruth Rundle parallel Mitglied der Formation Red Sparowes, eines Projektes, das prominente Musiker der Post-Rock-Szene von Los Angeles zu einer Supergroup vereinigte. Auf dem rein instrumentalen Album The Fear Is Excruciating, but Therein Lies the Answer (2010), dem letzten der Band, prägte sie maßgeblich den von drei Gitarren dominierten Sound der Band mit und hatte auch großen Anteil an den Kompositionen. Nachdem sich die Red Sparowes aufgelöst hatten, gründete Rundle 2011 mit Ex-Mitgliedern der Band, dem Drummer David Clifford und dem Pedal-Steel-Gitarristen Greg Burns, das Trio Marriages. Das erste Album in voller Länge, Salome (2015), präsentierte mit Andrew Clinco einen neuen Schlagzeuger. Stilistisch setzt sich das Projekt derart unterschiedlichen Einflüssen aus – vom Post-Rock bis zurück zum Alternative Rock der späten achtziger und neunziger Jahre –, dass Kritiker vereinzelt eine eigene Identität vermissten, bei aller Wertschätzung für die einzelnen Musiker.

### Solo
Bei mehreren Gelegenheiten hat Emma Ruth Rundle betont, dass der Folk ihre Basis und eine Herzensangelegenheit sei. Schon ihre Vorliebe für Bands ganz unterschiedlicher Provenienz – von Mazzy Star über Smashing Pumpkins bis hin zu Nirvana – deutet jedoch an, dass sie musikalische Vielfalt schätzt. Diese Offenheit spiegelt sich nicht zuletzt in ihren Soloarbeiten. Das Erstlingswerk Electric Guitar One erschien 2011 zunächst ohne Label beim Online-Musikdienst Bandcamp; eine Vinyl-Veröffentlichung folgte 2014. Die von meditativen Ambient-Klängen getragenen Gitarrenkompositionen, die fast ohne Vokaleinsatz auskommen, wurden in der Öffentlichkeit wenig beachtet. Für die weitere Karriere von Emma Ruth Rundle war die Veröffentlichung der sechs Tracks nach eigener Aussage aber von großer Bedeutung. Durch sie gewann sie das Selbstbewusstsein, weiterhin unter eigenem Namen aufzutreten und Gattungsgrenzen zunehmend zu hinterfragen.
Das Album Some Heavy Ocean (2014), das mitunter irrtümlich als ihr Solo-Debüt bezeichnet wird, setzt sich stilistisch vom Erstling deutlich ab und präsentiert sich als folkbasierte Singer-Songwriter-Produktion, die einige Parallelen zu den späten Nocturnes-Einspielungen aufweist. Der Einsatz von Hall und anderen Effekten verleiht manchen Tracks jedoch auch eine psychedelische Qualität. Generell reflektieren die atmosphärisch dichten Songs Familienprobleme und persönliche Kämpfe. Die akustische Gitarre, die Emma Ruth Rundle nicht mit einem Plektrum, sondern mit einem künstlich verlängerten Fingernagel bearbeitet, kommuniziert dabei auf einigen Songs (z. B. Savage Saint) mit einer von Andrea Calderon gespielten Violine. Kritiker bescheinigten Emma Ruth Rundle nicht nur, eine umwerfend geschmeidige und vielseitige Gitarristin (Pitchfork) zu sein, sondern auch ihre Stimme nie zuvor so überzeugend eingesetzt zu haben. Die Künstlerin sah sich nach der Veröffentlichung von Some Heavy Ocean an keinerlei Genrekonvention mehr gebunden: Ich bin ein Mensch, der Lärm macht. Manchmal ist es Folk, manchmal nicht.
Im Herbst 2016 setzte sie den eingeschlagenen Weg fort. Verzerrter Gitarrensound traf auf melancholische Picking-Parts und erzeugte auf  Marked for Death einen Kosmos voller Schmerz, Trauer und Zorn. (Spex) Anfang 2017 nahm sie eine Split-EP mit der Band Jaye Jayle auf. Auf ihrem vierten Soloalbum On Dark Horses, veröffentlicht im September 2018, entdeckten Kritiker neben erneut viel Düsternis Momente von Sehnsucht, Schwelgen und nostalgischen Gefühlen. Der Sound wurde mit dem von Slowdive verglichen, allerdings ohne dass sich die acht Stücke in pedalfixierten Shoegaze-Orgien verlören.

## Diskografie

### The Nocturnes
- Wellington, EP, 2008
- A Year of Spring, LP/CD, 2009
- Aokigahara, LP/CD, 2011

### Red Sparowes
- The Fear Is Excruciating, but Therein Lies the Answer, LP/CD, 2010

### Marriages
- Kitsune, EP, 2012
- Salome, LP/CD, 2015

### Emma Ruth Rundle
- Electric Guitar One, LP, 2011/2014
- Some Heavy Ocean, LP/CD, 2014
- Marked for Death, LP/CD, 2016
- On Dark Horses, LP/CD, 2018
- Engine of Hell, LP/CD, 2021

### Emma Ruth Rundle & Jaye Jayle
- The Time Between Us, EP/CD, 2017

### Emma Ruth Rundle & Thou
- May Our Chambers Be Full, LP/CD, 2020